# 아마기산

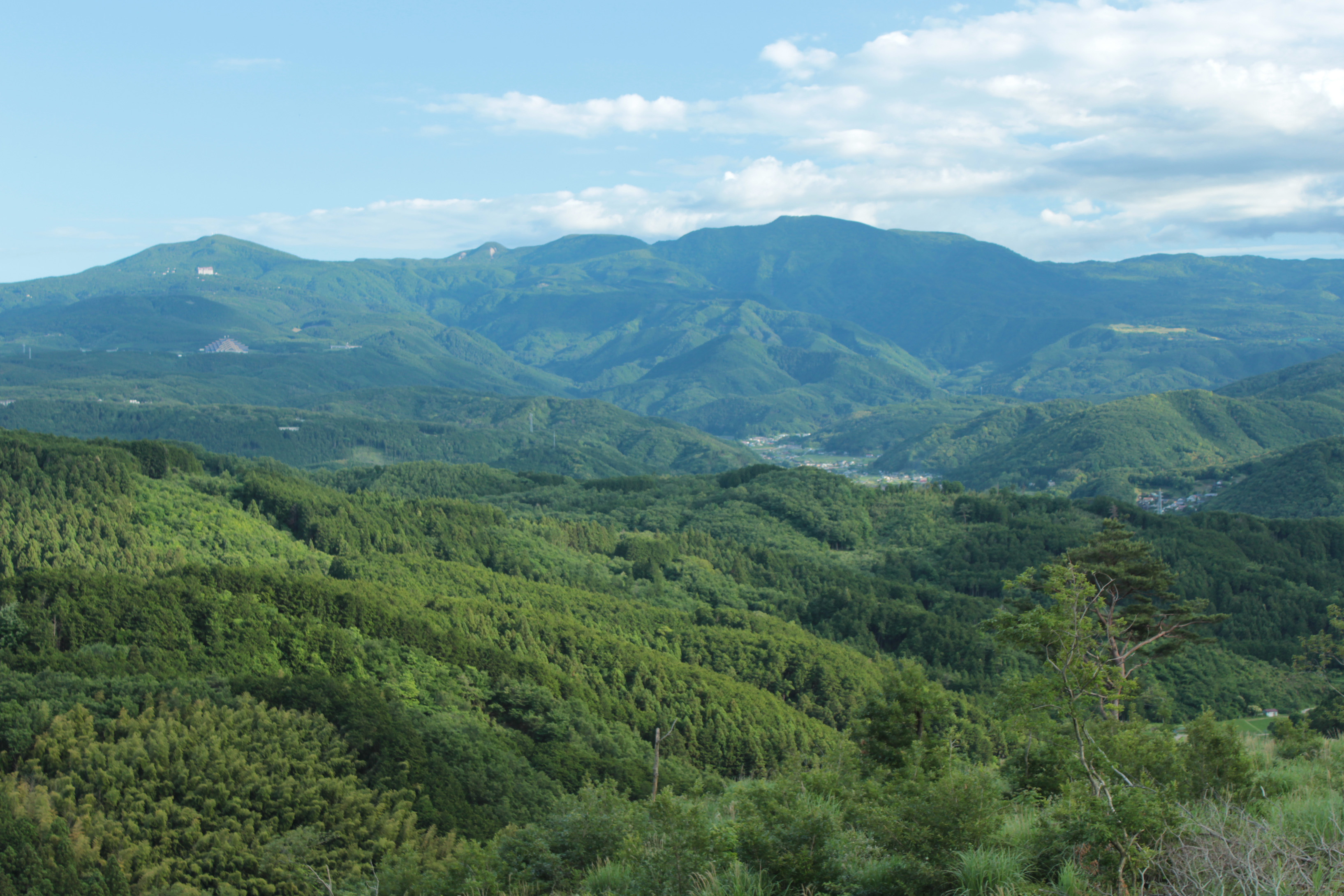
아마기산

아마기산(天城山 아마기산[*])은 일본 시즈오카현 이즈반도 중앙부의 동서에 펼쳐지는 산이다.
아마기산은 제4기 성층 화산으로, 80만~20만년 전의 분화로 형성되어 화산 활동을 마치고 침식이 진행되어 현재의 형태가 되었다.